# Xızı járás
A Xızı járás (azeri nyelven: Xızı rayonu) Azerbajdzsán egyik járása. Székhelye Xızı.

## Népesség
- 1999-ben 13 080 lakosa volt, melyből 12 636 azeri (96,6%), 358 török, 60 orosz és ukrán, 15 lezg, 4 tatár.
- 2009-ben 14 731 lakosa volt, melyből 14 596 azeri, 68 török, 27 orosz, 16 lezg, 5 tat, 3 tatár.